# 華沙生命科學大學

校園上空

華沙生命科學大學（波蘭語：Szkoła Główna Gospodarstwa Wiejskiego w Warszawie，SGGW），是1816年建立於波蘭首都華沙的一所公立研究型大学。華沙生命科學大學為波蘭最古老的農業及生命科學專業大學，亦是歐洲第四所農業及生命科學專業大學。目前擁有2,600多名教職員，其中包括1200多名學術教育工作者。該大學是歐洲生命科學聯盟（ELLS）的成員，同時擁有40個不同的研究領域及13個學院包括獸醫學院，建築及環境工程學院，經濟學院，繁殖生物工程及動物福利學院，機械工程學院，森林學院，園藝及生物學院，園林科技學院，食物科技學院，電腦科學及數理應用學院，人文科學學院 和人類營養學院。該校於2019年的QS世界大學排名中農業與森林項目中的排名為27名。其獸醫科學於世界大學學術排名中獲得第151-200名次。

## 歷史

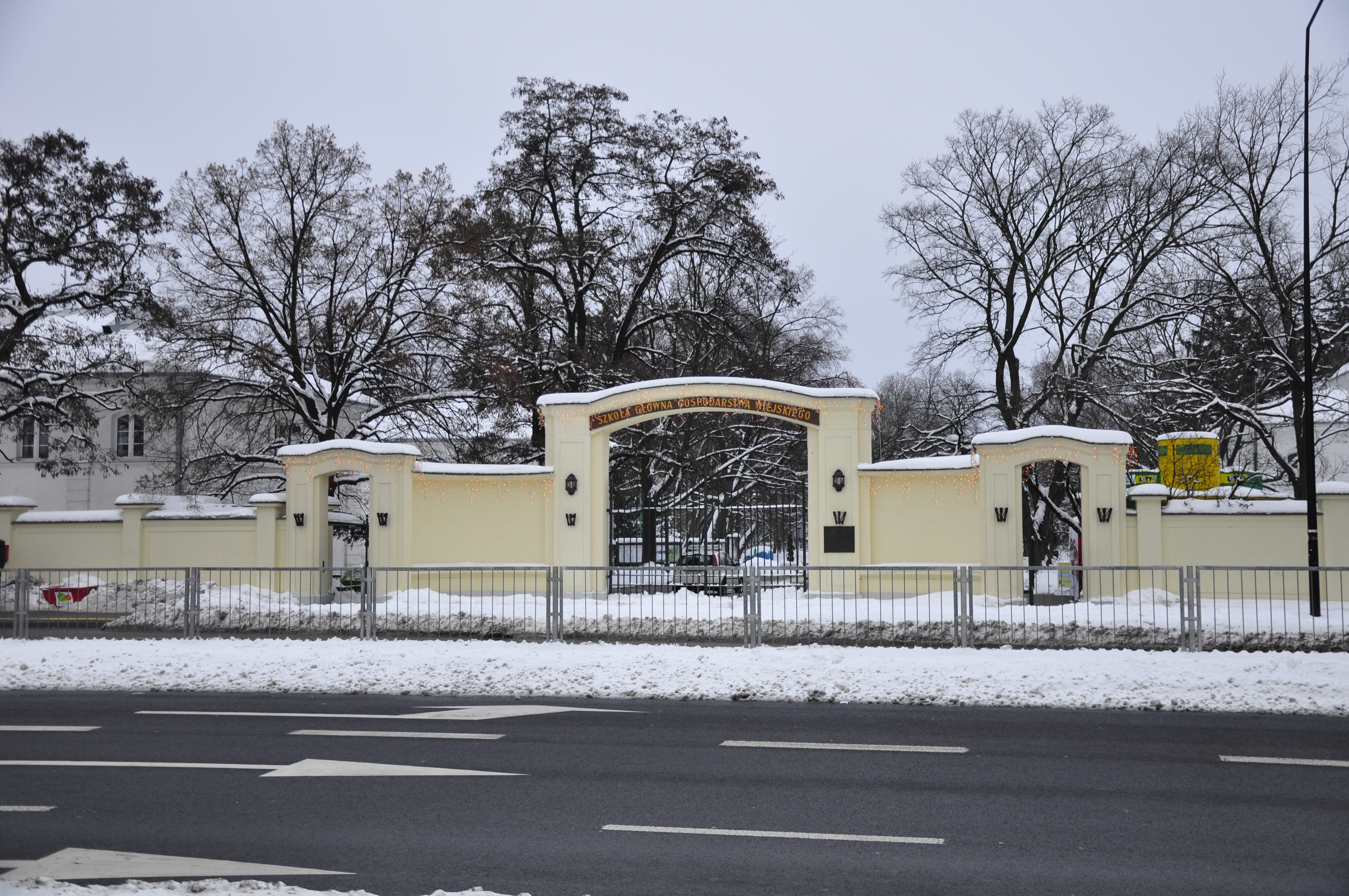
古典校區正門

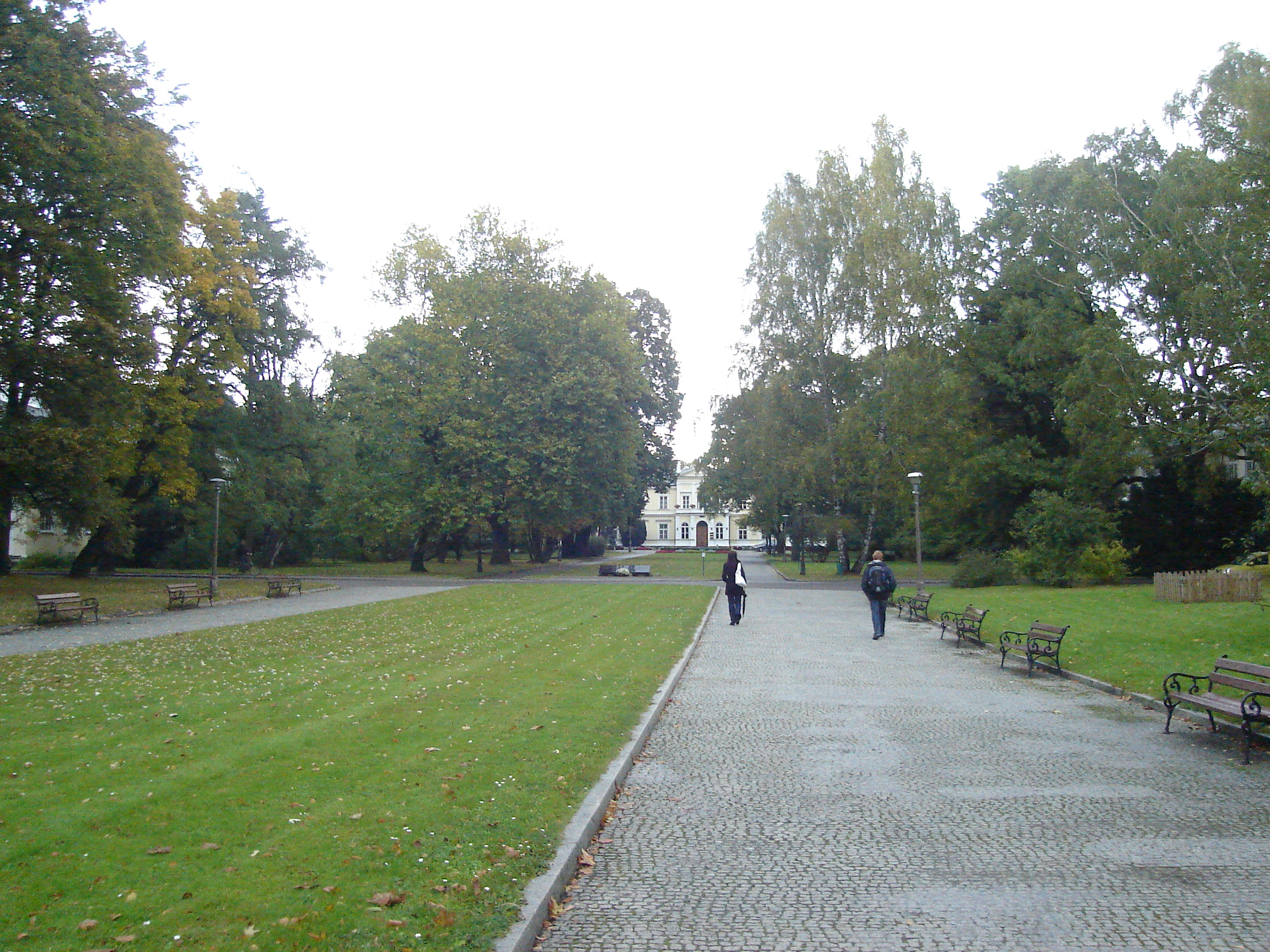
大學花園

早期創立
華沙生命科學大學 的前身為波蘭農業學院，由 Stanisław Staszic 先生及 Stanisław Potocki 先生於1816年9月23日在波蘭王國時期所創立，並在波蘭的瑪麗蒙特(英語：Marymont)設置校舍。該校在該時期提供兩階段教育，分別為當時未來的經濟學家及經理提供高等教育課程，並且為專業工人提供基本教育課程。不久，因波蘭被俄羅斯化而遷徙學院至俄羅斯，期間因地點不同而被不斷地更改學校校名。經過漫長的努力下，該校1918年演變成波蘭皇家生命學院。直至波蘭獨立後，最終更名為華沙生命科學大學。

波蘭獨立時期
1919年，大學被國有化，並分別由農業學院及森林學院組成。直至1921年，園藝學院相繼成立。1923年，當時的波蘭共和國非常重視教育，因此為該校提供土地及經費且於1929年在Rakowiecka街上建設第一棟大樓。 但不幸適逢二戰，該後的擴建的第二及第三棟大樓工程一度受阻。

二戰時期後
第二次世界大戰爆發，破壞了整個學院，後期於1945年恢復。 1952年，獸醫學院由華沙大學轉移至華沙生命科學大學，後來建立了農業排水，木材技術，畜牧和景觀等學系，現稱為景觀建築科。1956年，當時華沙政府提供更大的土地的面積為校園擴建作準備。大學最後於1989年遷入至現時校區。 1973年，農業技術和人類營養學院相繼成立。與此同時該大學的校長辦公室更設於歷史悠久的朱利安·烏爾森·尼姆切維茨宮殿中，現在被稱為“校長宮殿”。

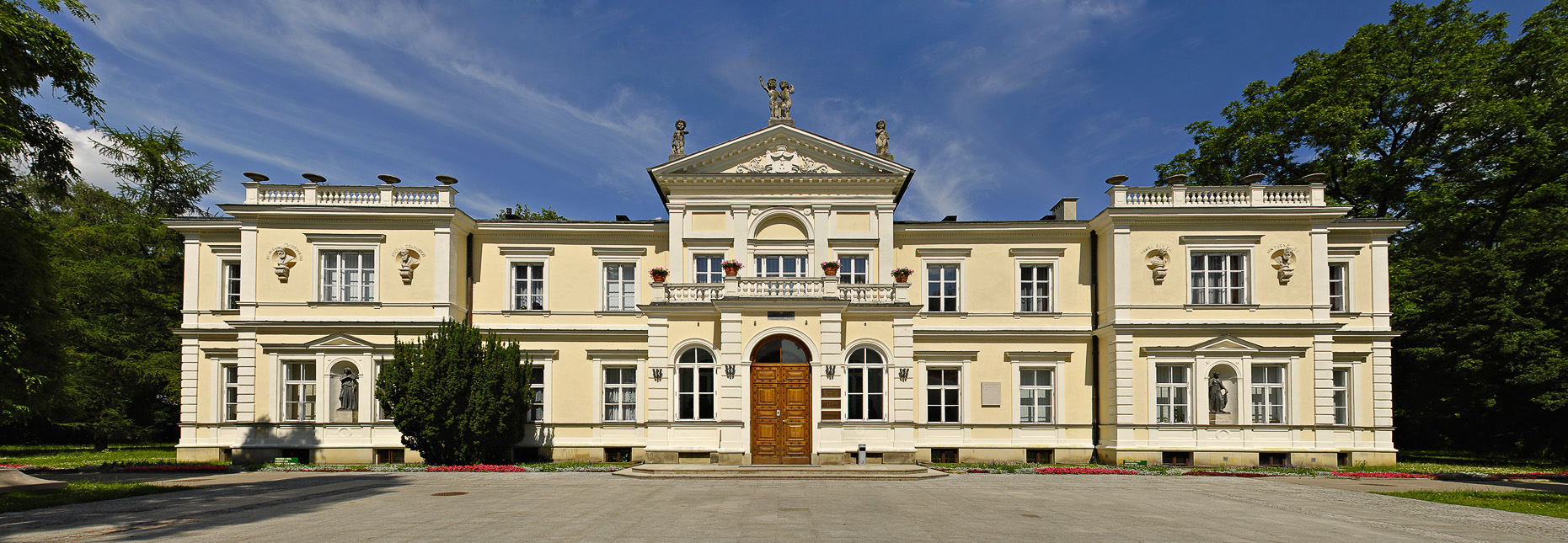
校長宮殿
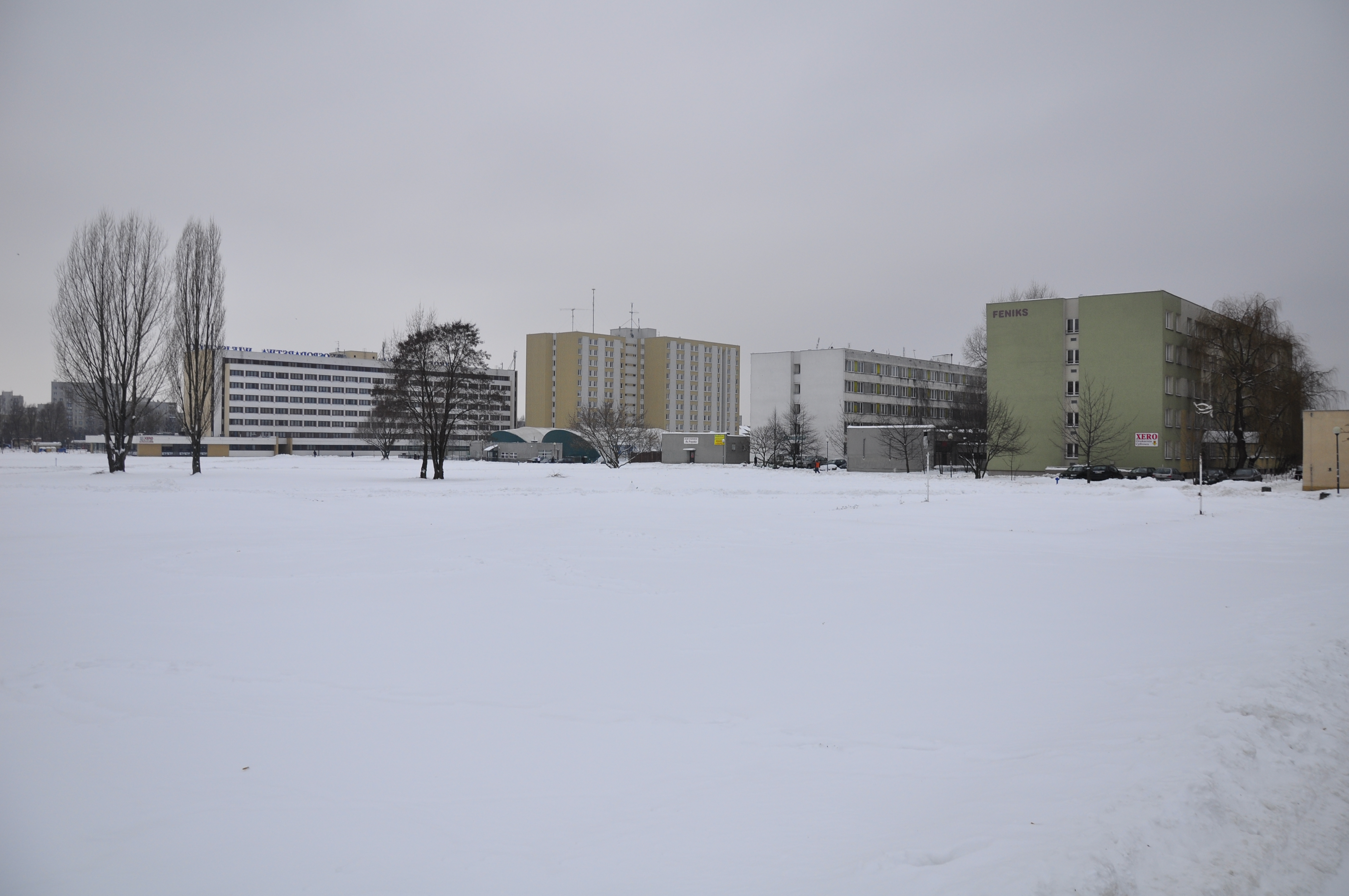
宿舍區
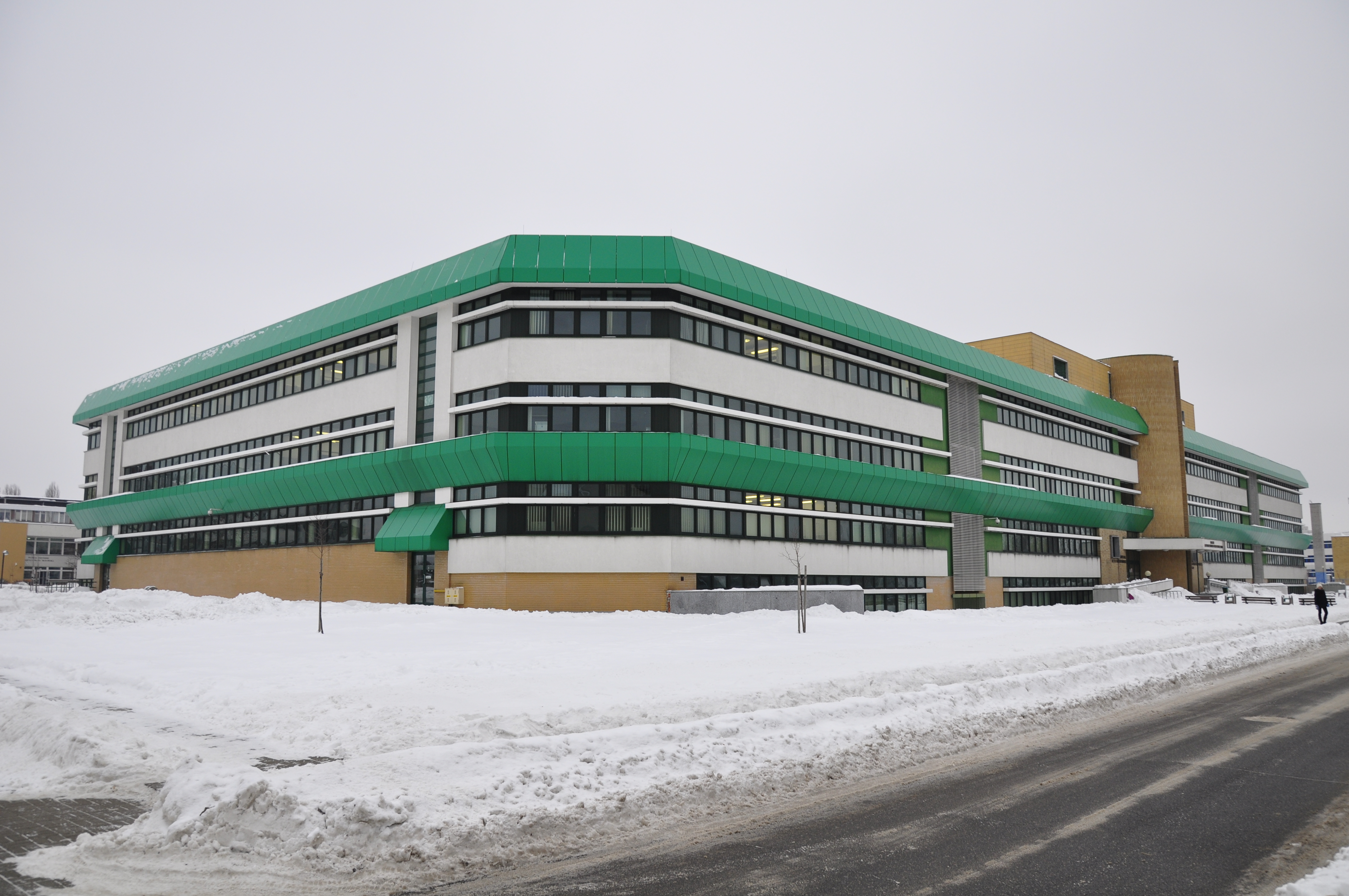
食品衛生大樓
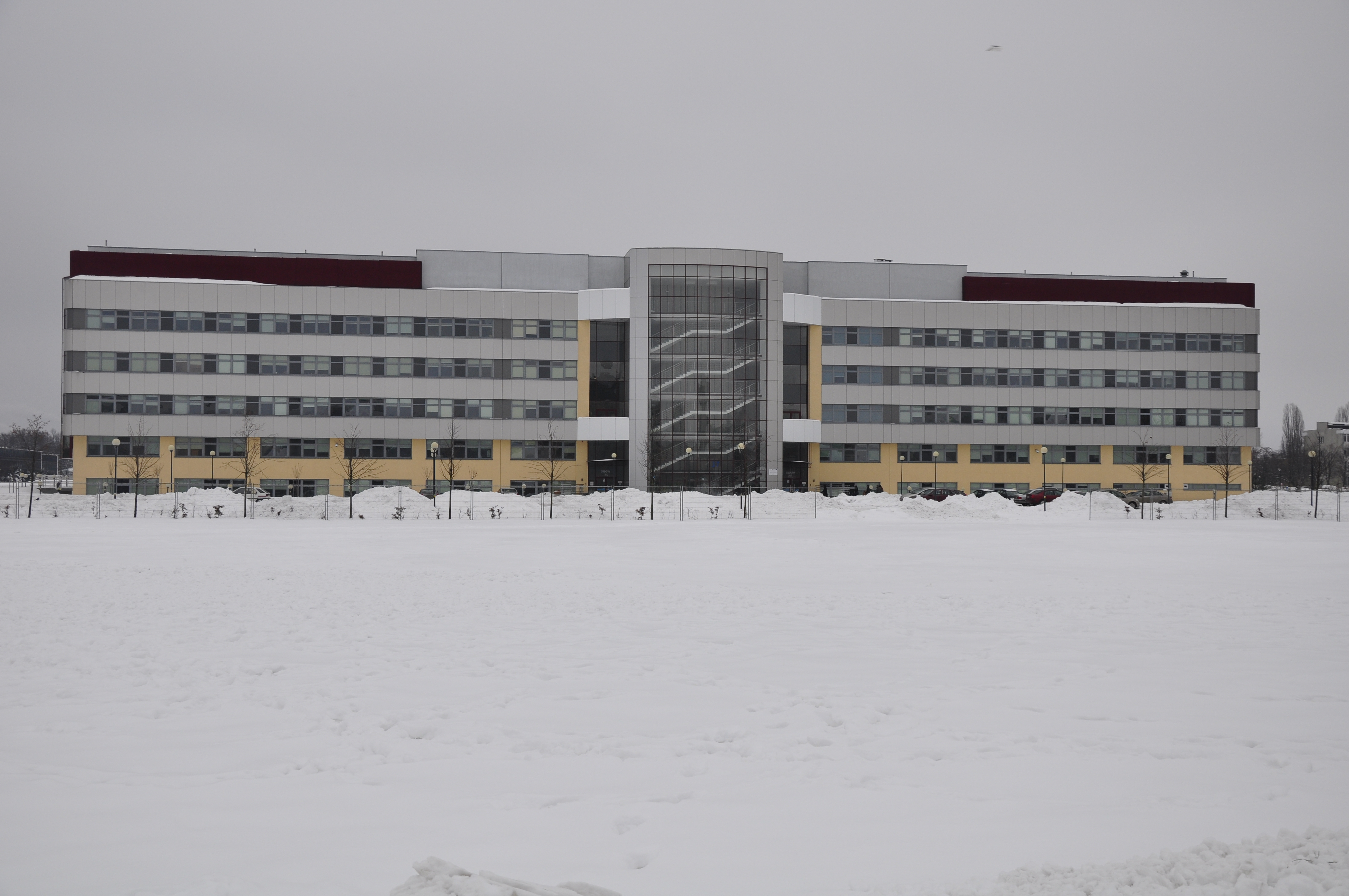
森林系大樓
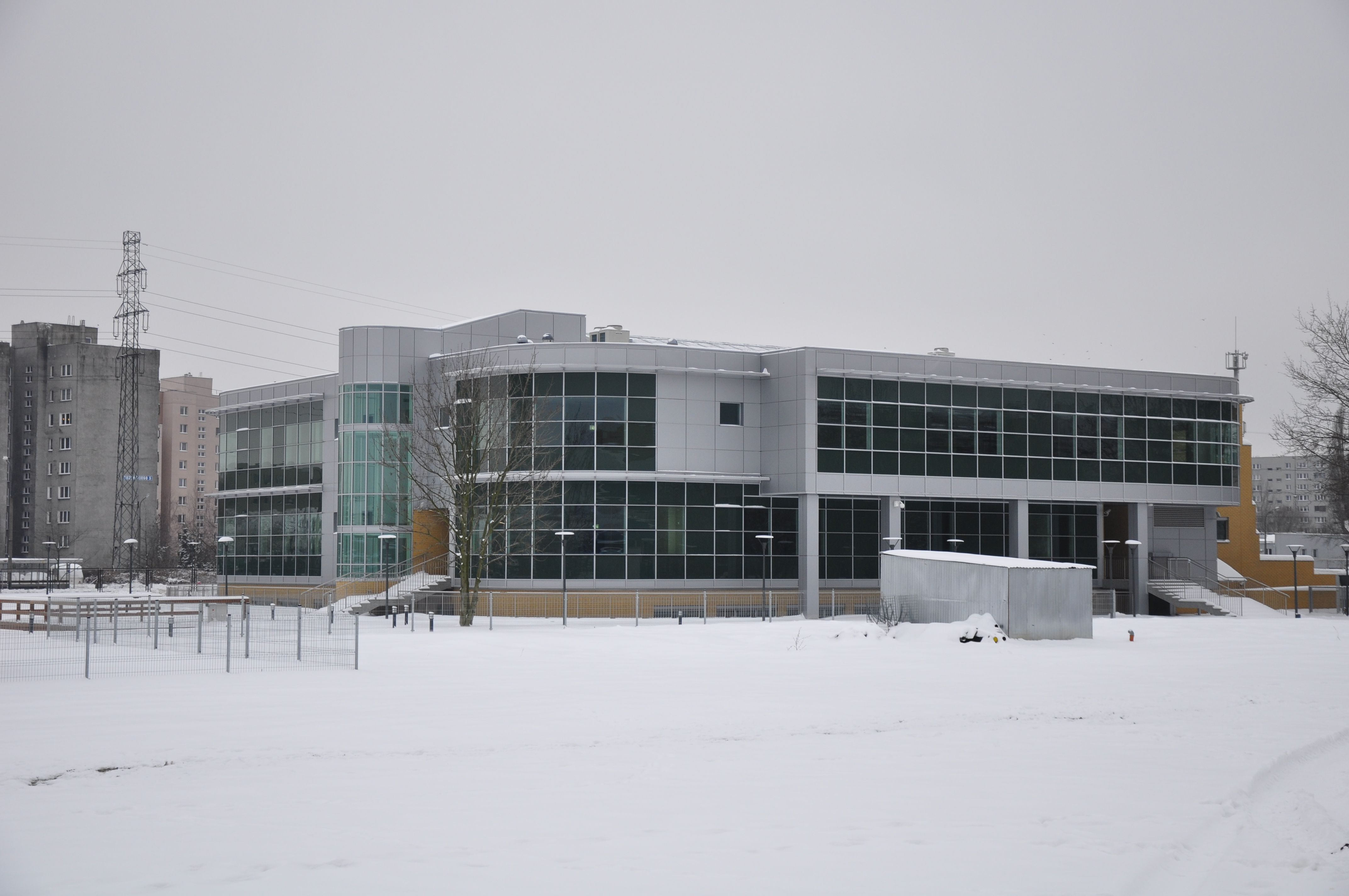
水利工程大樓
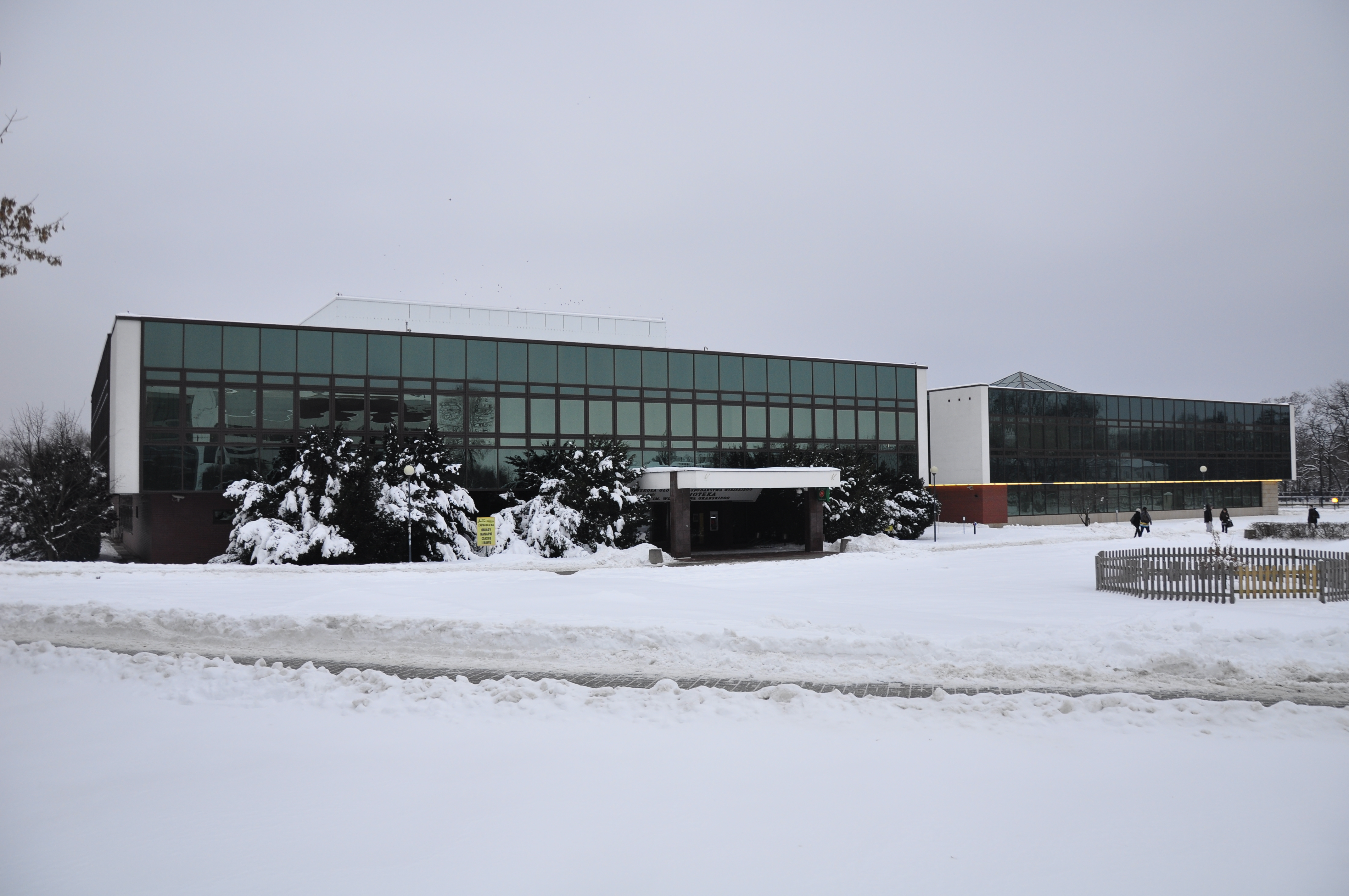
圖書館
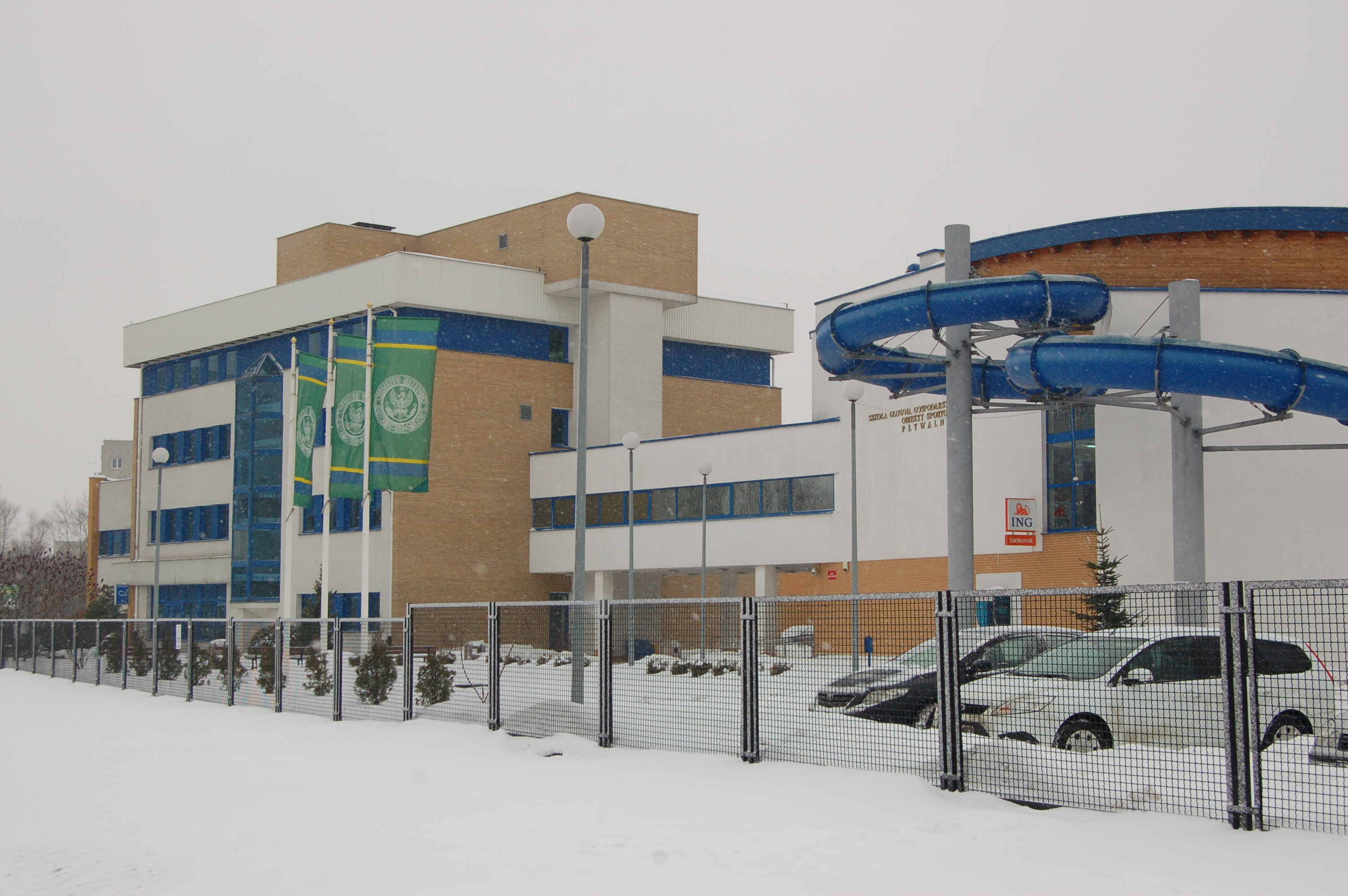
運動館及室內游泳池

## 獸醫學院歷史
華沙生命科學大學獸醫學院前身為一所成立於1824年7月17日的華沙附近Burakow的一所農學院同時亦為獸醫學校。1816年，該校獲得波蘭王國一項法令的支持而成立一所提供全面臨床與實踐的獸醫學院。學院後來歸入並被安置於在Marymont農學院且持續提供教學任務兩年。該校畢業生在畢業後都投身在軍隊工作。隨後學校被暫停了運作長達十年。
獸醫學院於1840年成立並成為一所獨立的學院。1889年，學校的地位更被提高至大學水平。學校於1901年遷至位於 Grochow 專門為學院設計並富有現代風格的校舍。第一次世界大戰期間，學校的教育活動暫停，並後來由華沙大學醫學院再重新啟動獸醫學院。1927年，華沙大學參議院在華沙大學建立獨立的獸醫學院。至此，學院一直在活躍發展，直到第二次世界大戰。教學課程才在1946年至1947年重新建立。在戰爭期間，該建築群也被用作為傳染病醫院。 直至1952年，獸醫學院從華沙大學遷移至華沙生命科學大學（SGGW）。在接下來的幾年裡，學院進行了一些重組而最後一項是由歐洲獸醫教育機構協會（EAEVE）提出的整合。
其後便一直處於活躍發展的時期，該學院跟隨華沙生命科學大學遷移至 Ursynów 和 Wolica 的現代化校區。其科學研究，診斷部門和教學大樓同時亦得到完面的升級，國際交流也得到加強。在此期間，副臨床獸醫學院設於在Ciszewskiego街的一座全新的教學大樓（23及24號大樓）其中解剖學，生理學，食品衛生和公共衛生等部門亦完全恢復營作於24號教學樓裡，並以 Barej 教授命名。
臨床醫學部設於 Wolica，Obory 和 Ursynów 校區的附設小型動物醫院，馬醫院及農場大型動物診療中心。至2000年起，該學院加入歐洲獸醫教育機構協會（EAEVE），並得到該機構的認證。
自1992年以來，該學院一直在生理學，副臨床醫學和臨床醫學領域中帶領著不同的研究生和博士生。
自2007-2008學年以後，該學院開始提供英語教授的獸醫課程（DVM, Doctor of Veterinary Medicine）。

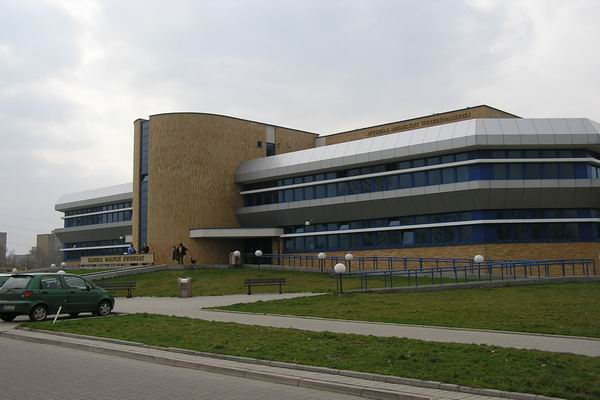
22號大樓(教學樓及小型動物醫院）
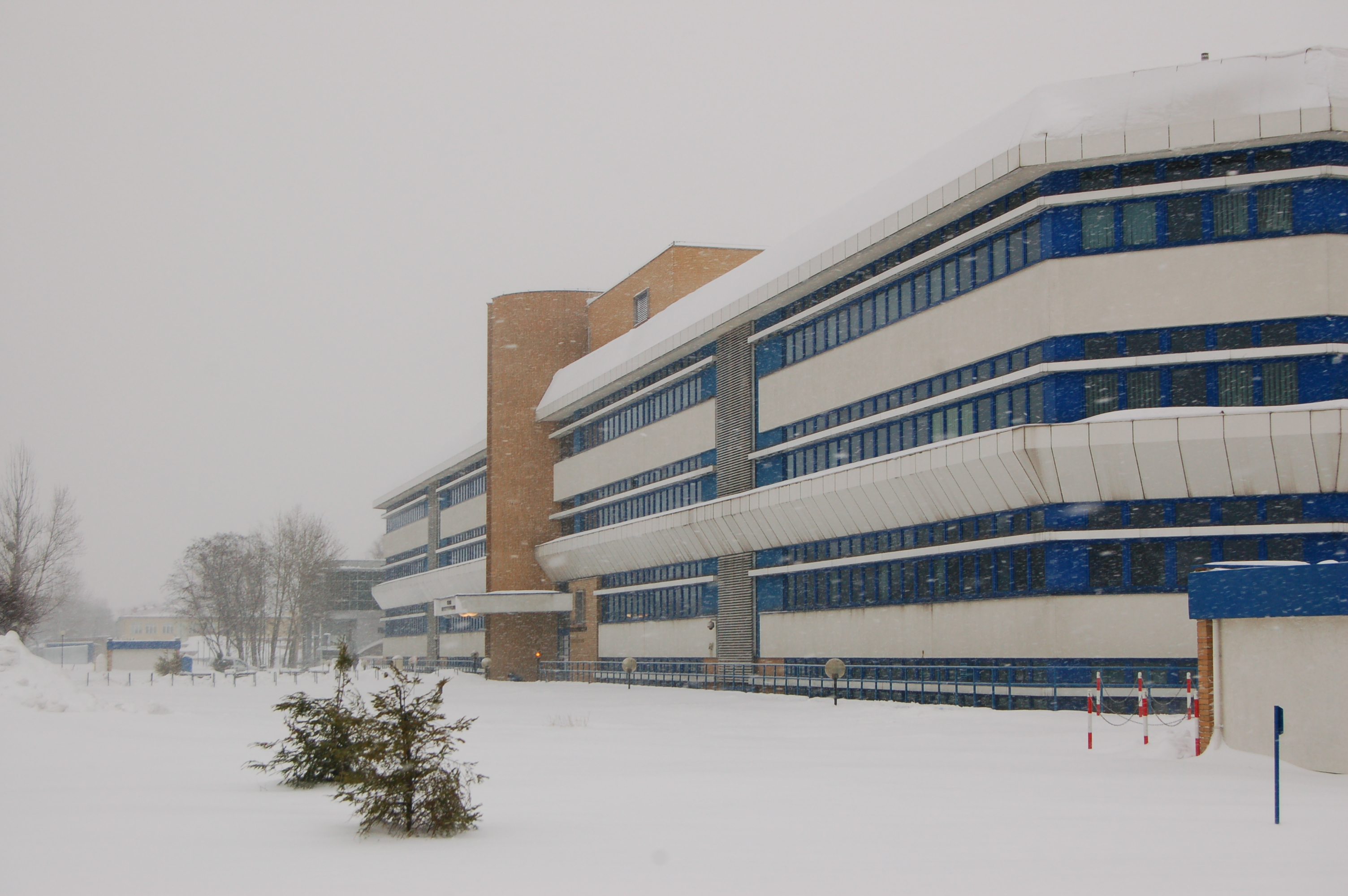
23號大樓(副臨床醫學及動物科學系）
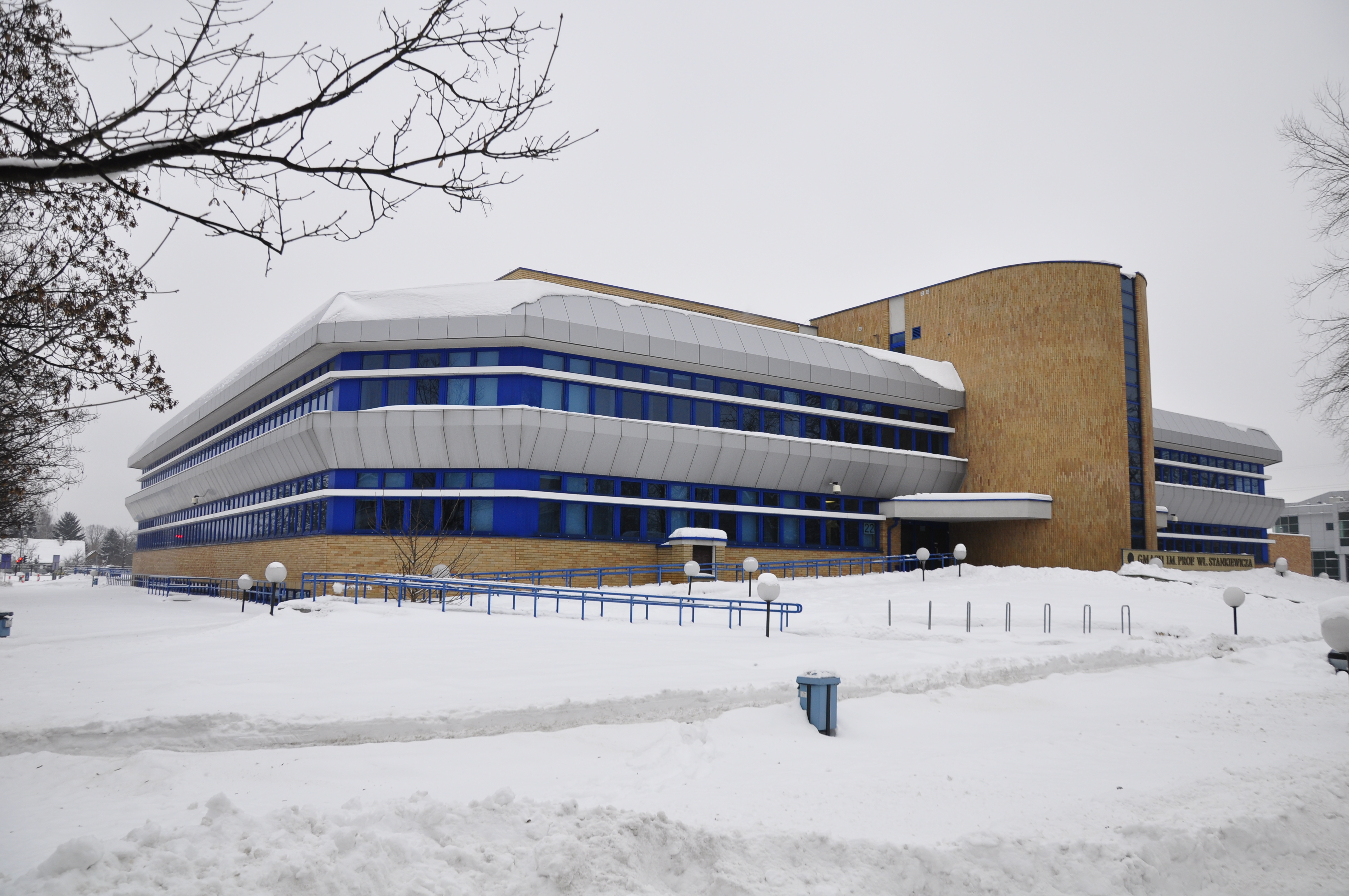
23號大樓(副臨床醫學及動物科學系）
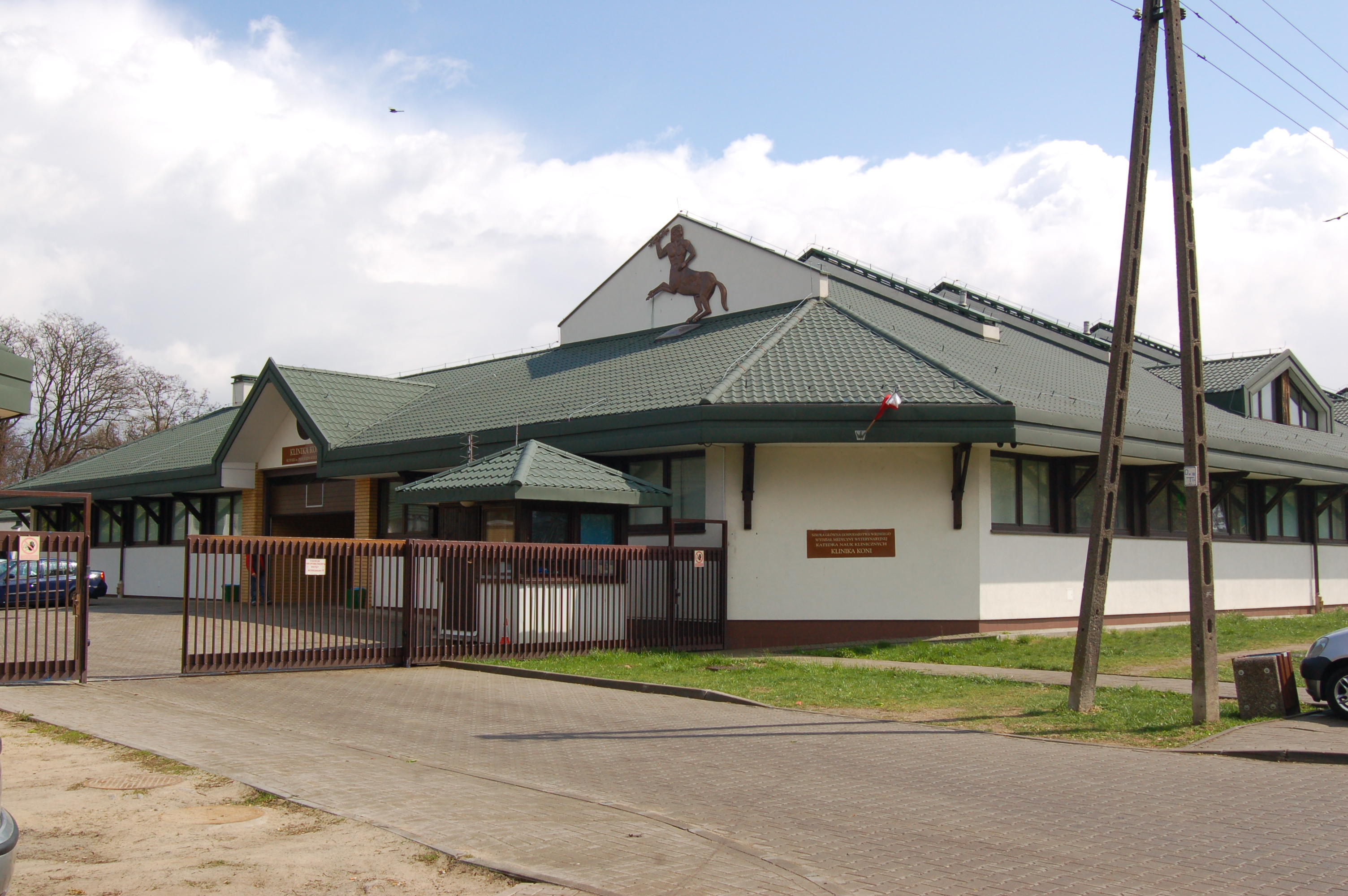
馬醫院（教學樓）
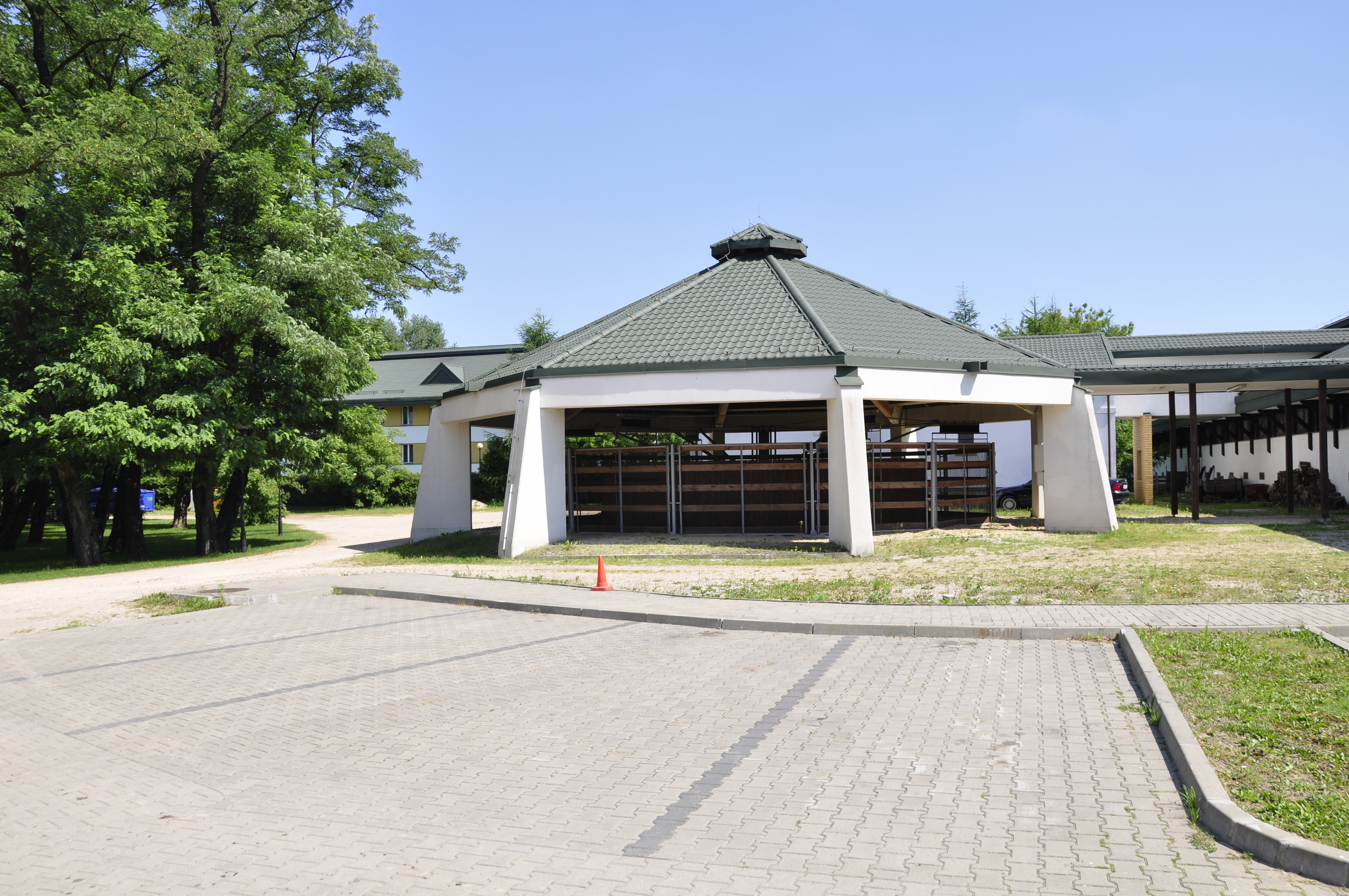
馬醫院（訓馬場）
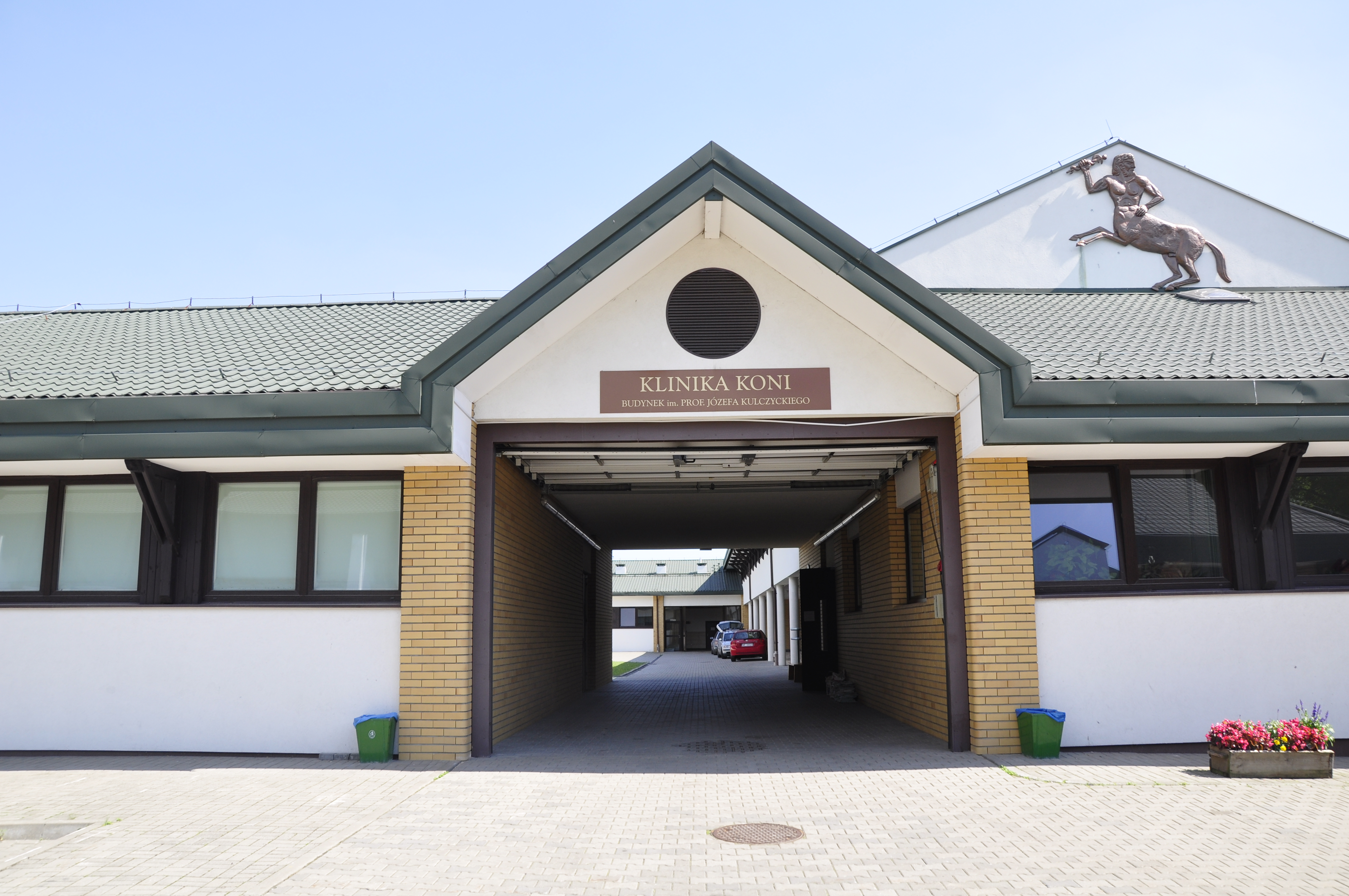
馬醫院
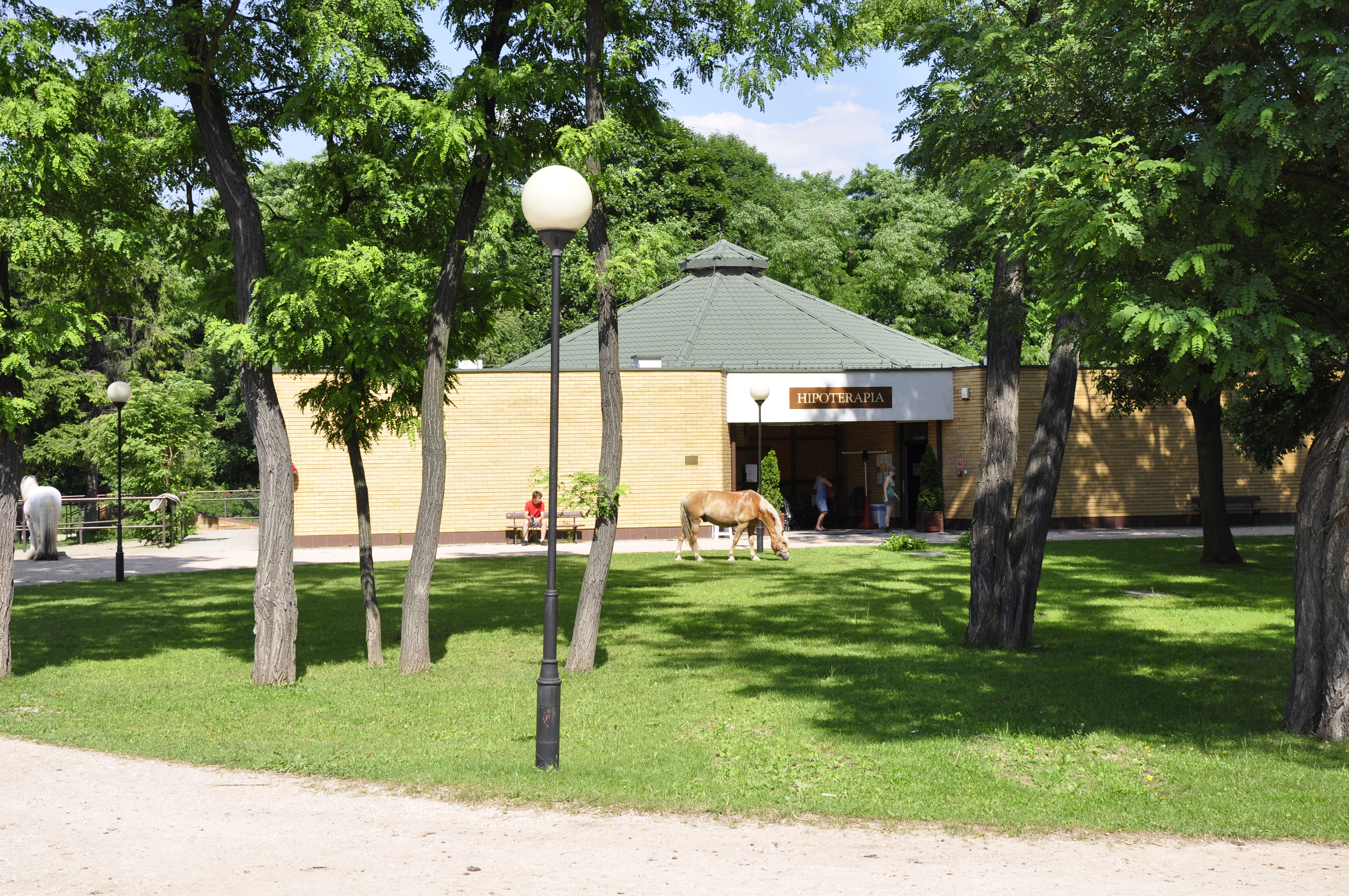
馬醫院

## 校園
校園位於華沙Ursynów最南端的區域。校園分為兩部份，一個為歷史悠久的古典校區，並建有一個18世紀的宮殿，另一個為現代化園區。佔地70公頃的主校區設有 12 座宿舍大樓，三個圖書館，一個大型體育中心（設有網球場，體育館及游泳池），語言中心，大型農場 和獸醫教學醫院等等。

校園地圖

## 學院與課程：
| 學院 （英語）                           | 學院 （中文）          |
| --------------------------------------- | ---------------------- |
| Agriculture and Biology                 | 農業與生物學院         |
| Applied Informatics and Mathematics     | 應用信息學與數學學院   |
| Civil and Environmental Engineering     | 土木與環境工程學院     |
| Economic Sciences                       | 經濟學院               |
| Animal Sciences                         | 動物科學學院           |
| Food Sciences                           | 食品科學學院           |
| Forestry                                | 森林學院               |
| Horticulture and Landscape Architecture | 園藝與園林建築學院     |
| Human Nutrition and Consumer Sciences   | 類營養與消費者科學學院 |
| Humanities                              | 人文學院               |
| Production Engineering                  | 生產工程學院           |
| Wood Technology                         | 木材技術學院           |
| Veterinary Medicine                     | 獸醫學院               |

## 著名人士
| Józef Mikułowski-Pomorski | (1868–1935) | politician, agricultural chemist; Minister of Religious and Public Enlightenment 1922–1923, 1926                                |
| Grabski Władysław Grabski | (1874–1938) | politician, economist and historian; Prime Minister of Poland 1923–1925; founder of the [Bank of Poland and the Polish currency |
| Stefan Ignar              | (1908–1992) | politciian, economist, Deputy Prime Minister of the Republic of Poland 1956–1969                                                |